# Ctenocella divisa
Ctenocella divisa är en korallart som först beskrevs av Thomson och Henderson 1905.  Ctenocella divisa ingår i släktet Ctenocella och familjen Ellisellidae. Inga underarter finns listade i Catalogue of Life.